# 성소수자 사회

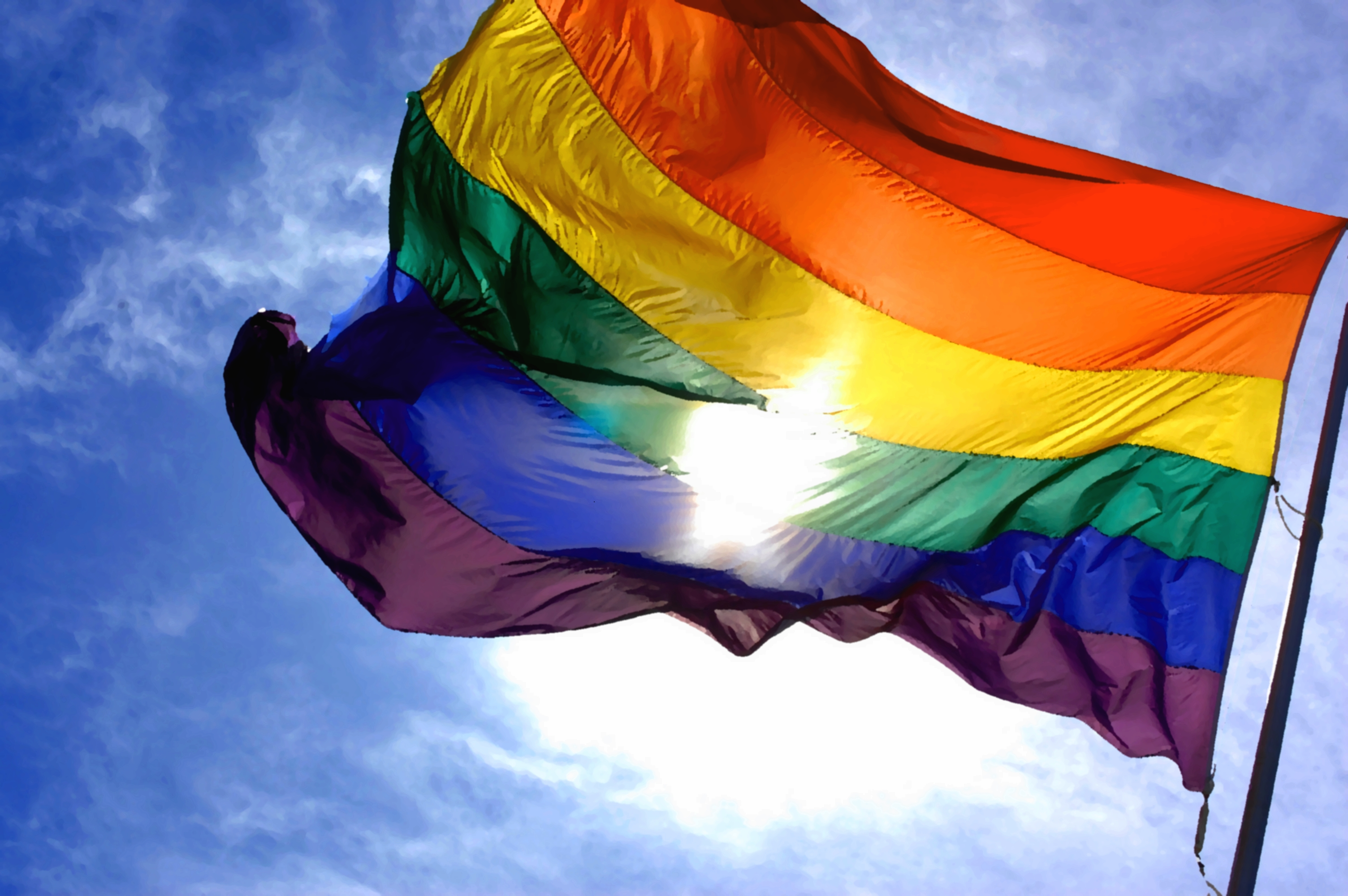

성소수자 사회(性少數者社會, LGBT community)는 성소수자 및 성소수자를 지원하는 사람들의 집단과 성소수자의 문화 또는 성소수자 운동 관련 조직이나 하위 문화를 의미하는 말이다.
이는 공통 문화와 사회 운동에 의해 결합된 레즈비언, 게이, 양성애자, 트랜스젠더 개인의 느슨하게 정의된 그룹이다. 이러한 커뮤니티는 일반적으로 자부심, 다양성, 개성 및 성적 취향을 존중한다. LGBT 활동가와 사회학자들은 LGBT 커뮤니티 구축을 더 큰 사회에 존재하는 이성애주의, 동성애혐오증, 양성애혐오, 트랜스젠더 혐오증, 성차별주의, 순응주의적 압력에 대한 균형추로 본다. 프라이드 또는 때로는 게이 프라이드라는 용어는 LGBT 커뮤니티의 정체성과 집단적 힘을 표현한다. 프라이드 퍼레이드는 용어의 일반적인 의미에 대한 사용과 시연의 대표적인 예를 제공한다. LGBT 커뮤니티는 정치적 성향이 다양하다. 레즈비언, 게이, 양성애자, 트랜스젠더인 모든 사람이 자신을 LGBT 커뮤니티의 일부라고 생각하는 것은 아니다.
LGBT 커뮤니티의 일부로 간주될 수 있는 그룹에는 게이 마을, LGBT 권리 단체, 회사의 LGBT 직원 그룹, 학교 및 대학교의 LGBT 학생 그룹, LGBT를 지지하는 종교 그룹이 포함된다.
LGBT 커뮤니티는 전 세계 다양한 장소에서 LGBT 권리를 홍보하는 민권 운동을 조직하거나 지원할 수 있다. 동시에, 더 넓은 사회의 유명 인사들이 특정 지역의 이러한 조직에 강력한 지원을 제공할 수 있다. 예를 들어, LGBT 옹호자이자 연예인인 마돈나는 "저는 전 세계의 많은 프라이드 행사에서 공연해 달라는 요청을 받았지만 결코 뉴욕시를 거절하지 않을 것입니다"라고 말했다.

## 같이 보기
- 게이프렌들리
- 게이
- 레즈비언
- LGBT의 역사
- 성소수자 권리운동
- 성소수자 상징
- 트랜스젠더
- LGBT 문화